# Melungeon
Melungeon  es un término aplicado tradicionalmente a uno de varios grupos de "tri-raciales aislados", (el término tri-racial en Latinoamérica es llamado pardo aunque sus rasgos son algo diferentes) del sudeste de Estados Unidos, principalmente en el área del Desfiladero de Cumberland de los Apalaches centrales, que incluyen partes del este de Tennessee, suroeste de Virginia y el este de Kentucky. Tri-racial describe a las poblaciones que parecen ser mezcla de europeos, africanos subsaharianos y de ascendencia amerindia. Aunque no existe un consenso sobre cuántos de esos grupos existen, las estimaciones oscilan hasta 200.
Las pruebas de ADN de los descendientes de melungeons han sido limitadas, pero el Proyecto ADN Melungeon, que ha publicado sus resultados, hasta ahora muestra una abrumadora mezcla de europeos con haplotipos de África subsahariana de mujeres y hombres en varias familias que tradicionalmente se habían identificado como melungeon y habían sido considerados por los investigadores.

## Definición
La ascendencia y la identidad de los melungeons son temas muy controvertidos. Hay gran desacuerdo entre fuentes secundarias sobre su origen étnico, lingüístico, cultural, geográfico y su identidad, como fueron y son de ascendencia mixta. Con precisión, puede describirse como una colección de familias de diversos orígenes que emigraron, se instalaron cerca y se casaron con otro, principalmente en el condado de Hancock, Tennessee y áreas cercanas de Kentucky. Sus antepasados podrían remontarse a Carolina del Norte y Virginia coloniales. El censo de los Estados Unidos tiene una categoría para los melungeons, tabulada bajo "Alguna otra raza 600-999." Muchos eruditos no creen que los melungeons deben ser clasificados como una raza distinta y describirlos como uno de los numerosos grupos multirraciales con orígenes en sindicatos mixtos, especialmente en Virginia colonial.
Los melungeons se definen como mestizos de ascendencia; no presentan características que pueden clasificarse como un único fenotipo racial. Los descendientes de hoy en día, la mayoría son de las familias de los Apalaches tradicionalmente considerados como melungeons que tienen generalmente la apariencia de euro-estadounidense, a menudo, aunque no siempre, con ojos y cabello oscuro y una complexión de tez morena o aceite de oliva. Las descripciones de los melungeons han variado ampliamente con el tiempo; en el XIX y principios del siglo XX, a veces eran llamados de "Portugueses" o "Nativos" a "afroamericanos de piel clara." Otros individuos y familias melungeons son aceptadas como blancos.
Un factor en la variación de descripciones es la falta de consenso en quien debe ser incluido bajo el término de melungeon. Casi cada autor contemporáneo le da a este tema una lista diferente de apellidos asociados a los melungeons, pero los apellidos británicos como Collins y Gibson aparecen con más frecuencia; el genealogista Pat Elder los llama de apellidos "núcleos".[cita requerida] Otros investigadores incluyen a Atkins, Bowling, Bunch, Goins, Goodman, Heard, Minor, Mise, Mullins y varios otros (aunque no todas las familias con estos apellidos son melungeons). No todas las familias de cada apellido fueron necesariamente del mismo fondo racial. Cada línea debe examinarse individualmente. La respuesta a la pregunta "¿Quién o qué son los melungeons?" depende en gran medida de las familias se incluyan bajo esa denominación.
No está claro el significado de la palabra "melungeon". Desde el siglo XIX hasta finales del siglo XX, se refiere exclusivamente a un grupo tri-racial aislado, los descendientes multirraciales de los Collins, Gibson y varias otras familias relacionadas de Newman's Ridge, Valle de Vardy, y otros asentamientos en y alrededor del condado de Hancock y el de Hawkins, Tennessee.

## Orígenes

### Una cuestión compleja
El fondo probable de que a las familias de raza mixta que más tarde se llamarían "melungeons" fue la aparición en la región de la Bahía de Chesapeake en el siglo XVII a la que el historiador Ira Berlin (1998) llamó "Criollo atlántico". Estos eran los descendientes de las uniones de esclavos liberados (a veces de raza mixta) y sirvientes de los funcionarios, que eran principalmente de ascendencia inglesa, del norte de Europa y África occidental. Algunas de las primeras generaciones de "criollos atlánticos" en las colonias eran culturalmente similares a lo que hoy podría llamarse "hispano" o "latino", cuyos antepasados paternos habían sido hombres españoles o portugueses que tuvieron hijos con mujeres africanas en puertos africanos. Sus descendientes de raza mixta llevaban nombres como "Chávez", "Rodríguez" y "Francisco" y los hombres a menudo trabajaban en el comercio de esclavos, algunos procedentes de las colonias americanas. Algunos criollos de raza mixta se casaron con sus vecinos ingleses, adoptaron el apellido inglés y poseyeron esclavos. En menor medida, algunos se casaron con los nativos americanos. La temprana América colonial fue un "crisol" de los pueblos, pero no todas estas primeras familias multirraciales fueron ancestros de los que más tarde serían llamados melungeons. Durante generaciones, la mayoría de personas fueron de grupos de europeos y africanos.
Un mito común sobre los melungeons del este de Tennessee fue que eran un pueblo indígena de los Apalaches que vivía allí antes de la llegada de los primeros colonos blancos. En cambio, estudiosos han documentado por una variedad de registros históricos que los primeros antepasados melungeon emigraron desde Virginia, al igual que sus vecinos angloamericanos. La mayoría de las familias de raza mixta en la frontera eran descendientes de afroamericanos libres en Virginia en los tiempos coloniales, de uniones de mujeres blancas y hombres africanos.

### Pruebas
Las familias de raza mixta y la gente libre de color, se documentan como emigrantes junto con los vecinos europeoestadounidense en la primera mitad del siglo XVIII en la frontera de Virginia, Carolina del Norte y del Sur. Los Collins, Gibson y Ridley (Riddle) eran familias que poseían tierras adyacentes una con la otra en el condado de Orange, Carolina del Norte, donde ellos y la familia Bunch fueron mencionados como "Molatas libres (mulatos libres)", sujetos a impuestos sobre diezmos en 1755. Al asentarse en zonas fronterizas, la gente libre de color había encontrado condiciones más dóciles y evitar algunas de las limitaciones raciales de las áreas de plantación.
El historiador Jack D. Forbes observó:
"En 1719, Carolina del Sur decidió quienes debían ser "indios" por razones fiscales ya que los esclavos indios eran gravados de impuestos en una tarifa menor que los esclavos africanos. La ley establecía: "Y para la prevención de todas las dudas y escrúpulos que puedan surgir a los que deberían a ser evaluados como mustees, mulatos, etc. todos esos esclavos como no son enteramente indios se contabilizarán como negros". Esto es un paso muy importante porque afirma claramente que los "mustees" y los "mulatos" eran las personas de la parte estadounidense con ascendencia india. Mi juicio (que se explicará más adelante) es que un mustee era principalmente parte africano y parte indio, y que un mulato era generalmente parte europeo y parte indio. La ley también es importante porque afirma que el Americano de parte india con o sin ascendencia africana podrían considerarse como negros, teniendo así una implicación en todos los censos de esclavos posteriores". (Nota: esta fuente se aplica sólo a Carolina del Sur, no a Virginia o Carolina del Norte, los principales lugares del origen melungeon.)
A principios de 1767, algunos de los antepasados de los melungeons se trasladaron desde el área de Tidewater al noroeste a la zona de New River en Virginia, donde aparecen en listas de impuestos del condado de Montgomery, Virginia, en la década de 1780. De allí emigraron al sur de la cordillera de los Apalaches al condado de Wilkes, Carolina del Norte, donde algunos se catalogaron como "blancos" en el censo de 1790. Residieron en una parte de aquel condado que se convirtió en el condado de Ashe, donde son designados como los "otros libres" en 1800.[cita requerida]
No mucho después, las familias Collins y Gibson (identificadas como antepasados de melungeons) fueron miembros de la Iglesia Stony Creek Primitive Baptist Church cercana al condado de Scott, Virginia, donde parecen haber sido tratados socialmente como iguales por los miembros de blancos.  El empleo del término "melungeon" más antiguo documentado se encuentra en el acta de esta iglesia. Aunque existen referencias históricas de los documentos, no se han encontrado los originales y la prueba proviene de una copia transcripta.[cita requerida]
De Virginia y Carolina del Norte, las familias se cruzaron en Kentucky y Tennessee. El melungeon más antiguo conocido en el noreste de Tennessee fue Millington Collins, quien ejecutó una hazaña en el condado de Hawkins en 1802. Varios hogares de Collins y Gibson aparecieron en el condado de Floyd, Kentucky, en 1820, cuando fueron catalogados como "gente libre de color". En los censos de 1830 de Hawkins y el condado de Grainger, Tennessee, donde las familias Collins y Gibson aparecen como "libres de color".
Relatos de la época documentan que los antepasados de los melungeon eran considerados de raza mixta por el aspecto. Durante los siglos XVIII y XIX, enumeradores censos los designaron como "mulatos", "otros libres," o como "gente libre de color". A veces fueron catalogados como "blancos", a veces como "negros", pero casi nunca como "indios". Una familia descrita como "indios" fue la familia relacionada con los melungeons Ridley, catalogada como tal en una lista de impuestos del condado de Pittsylvania, Virginia, en 1767, aunque habían sido designados como "mulatos" en 1755. Durante el siglo XIX, debido a su matrimonio con familias blancas, las familias llamadas melungeon comenzaron a ser clasificados como blancos en registros de censo con mayor frecuencia, una tendencia que ha continuado hasta el presente. En 1935, un periódico del Estado de Nevada anecdóticamente había descrito los melungeons como "mulatos" con "cabello lacio".
Richard Allen Carlson, un investigador del grupo conocido como los indios Salyersville en los condados de Magoffin y Clark, Kentucky, una población diferente, encontró lo siguiente:
"La evidencia histórica y antropológica sugiere que, en general una parte significativa (aunque no necesariamente todos) de los ancestros de los condados de Magoffin y Clark,Kentucky y el condado de Highland enclaves [de personas de raza mixta] se originaron principalmente de una mezcla de nativos americanos, afroamericanos y blancos en el periodo colonial (desde finales del siglo XVII hasta los 1800) y en segundo lugar de una mezcla con grupos de nativos americanos actualmente conocidos en la región de la costa del Atlántico medio". (Nota: esta fuente es específica para su definición; no se refiere a los antepasados de los melungeons, que primero se asentaron en el condado de Hawkins, Tennessee.)

### Asimilación
Los investigadores han demostrado que la evidencia histórica a través de numerosos registros judiciales que demuestran que las familias melungeon buscaron identificase y ser aceptados como blancos. Un ejemplo son los patrones de matrimonio de la familia de Joshua Perkins del condado de Johnson, Tennessee, cuyos descendientes Paul Heinegg trazó. Mostró que las generaciones de la familia se habían casado con personas blancas o mulatas, que condujo al aspecto cada vez más europeo americano o blanco entre los descendientes.
Como ha demostrado la erudita Ariela Gross por el análisis de casos judiciales, el cambio de "mulato" a "blanco" dependía de la apariencia y la percepción de la comunidad de las actividades de una persona en la vida, que se asocia con si la persona cumple las obligaciones de los ciudadanos. Los registradores de censos a menudo eran personas de una comunidad o clasificaban a individuos como conocidos de la comunidad, las definiciones de las categorías raciales eran a menudo imprecisas y ambiguas, especialmente para definir un "mulato" y una "persona libre de color". En las colonias británicas norteamericanas y en los Estados Unidos varias veces en el XVII, XVIII y XIX, "mulato" podría significar una mezcla de africano y europeos, africanos y amerindios, europeos y nativos americanos o los tres. Al mismo tiempo, estos grupos se casaron entre sí, y hubo preguntas acerca de que cultura tuvo prioridad, si los hubiere; muchas tribus nativas americanas se organizaron alrededor de las líneas matrilineales.
La floja terminología ha contribuido a la desaparición de los registros históricos de remanente que no reserva a los indios en el alto sur, que generalmente no eran registrados separadamente como indios. Poco a poco fueron reclasificados como mulatos o gente libre de color, especialmente las generaciones que se casaron con vecinos. En las primeras décadas del siglo XX, Virginia y algunos otros estados aprobaron leyes más restrictivas que requirieron que todas las personas fueran clasificadas solo como blancos o negros. Después que Virginia aprobó su Ley de Integridad Racial de 1924, los funcionarios fueron lejos como para alterar el nacimiento existente y los registros matrimoniales para reclasificar individuos o familias de indios a negro. La documentación histórica de continuidad de las familias autoidentificadas como nativos americanas fue perdida. Este proceso de pérdida de la continuidad histórica y cultural parece haber ocurrido también con algunos de los restos de indios fuera de la reserva de Delaware.

### Aceptación
Las familias conocidas como "melungeons" en el siglo XIX generalmente fueron bien integradas en las comunidades que vivían, aunque esto no quiere decir que el racismo nunca fue un factor en sus interacciones sociales. Los registros muestran que en general disfrutaron de los mismos derechos que los blancos. Por ejemplo, tuvieron propiedades, votaron y sirvieron en el ejército; algunos, como los Gibsons, ya tenían a esclavos en el siglo XVIII.

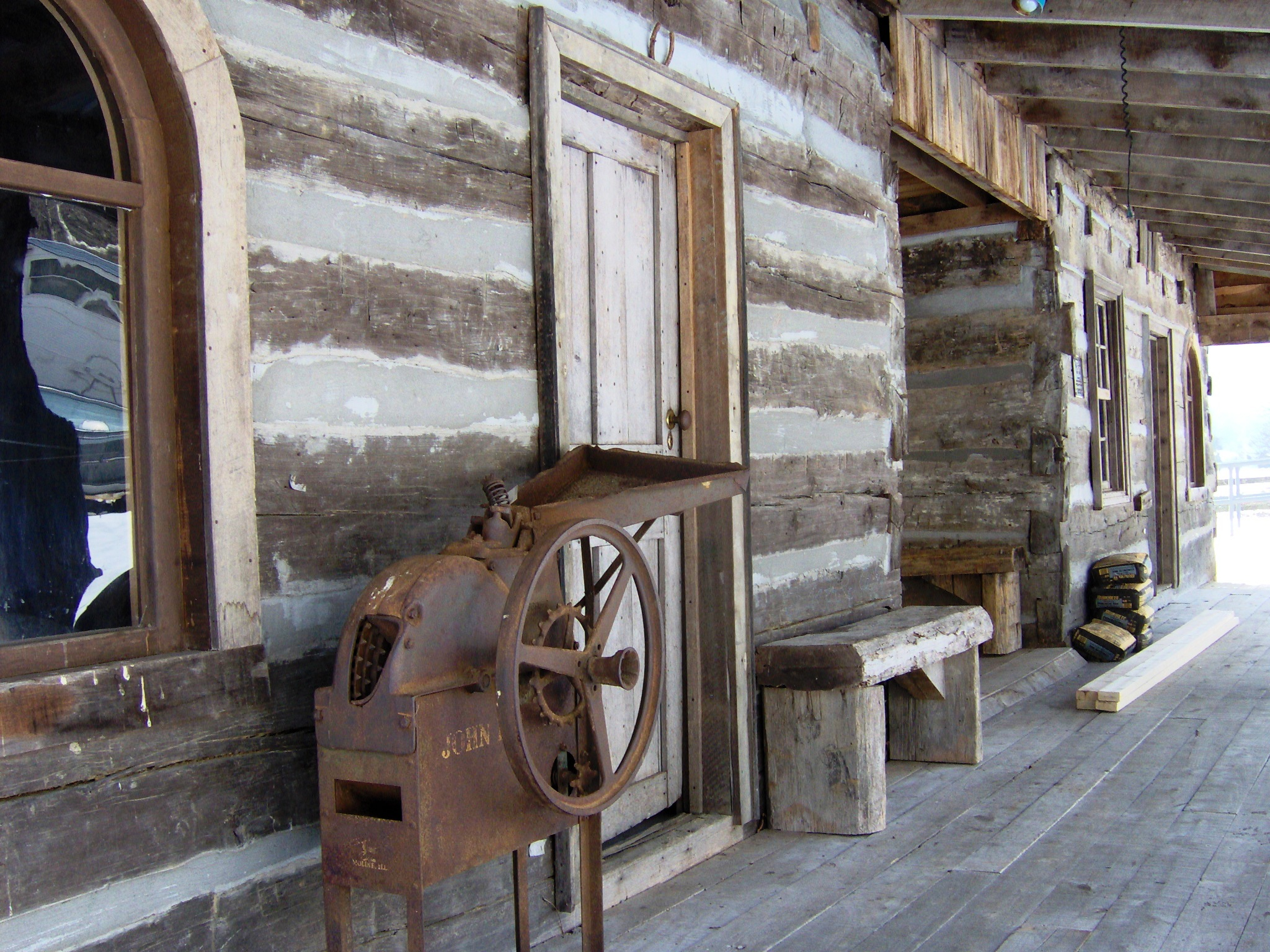
Porche de la cabaña restaurada Mahala Mullins, originalmente situado en la cima de Ridge Newman

Por otro lado, en las tensiones sobre la raza y la esclavitud que condujeron a la Guerra Civil, varios hombres melungeons fueron juzgados en el condado de Hawkins, Tennessee, en 1846 por el "voto ilegal", bajo la sospecha de ser negros. Fueron absueltos, presumiblemente por demostrar a satisfacción de la Corte que no tenían ninguna ascendencia visible negra. (Las normas no eran tan estrictas como las leyes de la "regla de una gota" del siglo XX.) Como algunos otros casos, esto principalmente fue determinado por la gente que declaraba en cuanto a como los hombres habían sido percibidos por la comunidad y si ellos habían "actuado como blancos" votando, sirviendo en la milicia, o emprendiendo otras actividades comunes, etc.
"La ley no participó sólo en el reconocimiento de la raza, pero en su creación; el propio estado ayudó a crear gente blanca. Para permitir que hombres de baja condición social pudieran llevar a cabo su blancura por la votación, sirviendo de jurados y reuniendo la milicia, el estado dio la bienvenida a cada blanco en la igualdad simbólica con el plantador del sur. Así, la ley ayudó a constituir a hombres blancos como ciudadanos, y ciudadanos como hombres blancos."
Después de la Guerra de Secesión y durante la era de la Reconstrucción (Estados Unidos), los blancos del sur se preocupaban más por la identidad racial ya que luchado para reafirmar la supremacía blanca sobre los libertos emancipados. Por ejemplo, en 1872 la ascendencia de una mujer melungeon se evaluó en un juicio en el condado de Hamilton, Tennessee. El caso fue presentado por la afirmación de parientes aerca de una herencia de propiedad. Se puso en duda la legitimidad de un matrimonio entre un hombre blanco y una mujer que sabía que era melungeon, y argumentó que el matrimonio no fue legítimo, porque la mujer era de ascendencia negra. Basado en testimonios de personas de la comunidad, la Corte decidió que la mujer en el caso no era de ascendencia africana.
Estudios antropológicos y sociológicos modernos de descendientes de melungeons en los Apalaches han demostrado que se han vuelto culturalmente indistinguibles de sus vecinos "no-melungeons" blancos: comparten una afiliación religiosa Bautista y otras características de la comunidad. Con el cambio de las actitudes y el deseo de más oportunidades de trabajo, numerosos descendientes de los primeras familias pioneras de los melungeons emigraron de los Apalaches a otras partes de los Estados Unidos. Gente notable de ascendencia de melungeon declarada incluye al piloto de U-2 Francis Gary Powers.

## Leyendas
A pesar de ser cultural y lingüísticamente idénticos a sus vecinos blancos, estas familias multirraciales fueron de una apariencia física suficientemente diferente para invitar a la especulación acerca de su identidad y orígenes. En la primera mitad del siglo XIX, el término peyorativo "melungeon" se comenzó a aplicar a estas familias por los vecinos locales blancos (europeos americanos). Pronto comenzó a surgir el "conocimiento" local sobre estas personas que vivieron en las colinas del este de Tennessee. Según Pat Elder, la primera de ellas fue que eran "indios" (a menudo específicamente "Cheroqui"). El descendiente melungeon Jack Goins declaró que los melungeons reclamaban ser tanto indios como portugueses. Una antigua melungeon fue llamada de "la española" ("Peggy la española" Gibson, esposa de Vardy Collins).
A pesar de la escasa evidencia, la mezcla ibérica (españoles y portugueses) con la ascendencia indígena son posibles, además de africanos y europeos nórdicos, dada la historia de las familias multirraciales en el tiempo y lugar de origen de los melungeons (finales siglo XVII y principios del siglo XVIII en Virginia oriental). A veces se hace referencia a la leyenda del Príncipe Madoc en relación con los melungeons.
A pesar de la evidencia histórica disponible es muy improbable un origen tribal como los Cheroqui para las familias melungeon originales, algunos de sus descendientes pueden haberse casado más tarde con familias de ascendencia Cheroqui en el este de Tennessee. El antropólogo E. Raymond Evans (1979), en cuanto a las reclamaciones Cheroqui de los melungeons de Graysville, Tennessee, escribió:
"En Graysville, los melungeons negaron fuertemente su herencia negra y explicaron sus diferencias genéticas, afirmando haber tenido abuelas Cheroqui. Muchos de los blancos locales también reclaman de la ascendencia Cheroqui y parecen aceptar la reclamación de los melungeons..."
Una reclamación más reciente de un origen específico tribal para los melungeons son los Saponi, una antigua tribu Siouan de Virginia. El historiador C. S. Everett inicialmente formó la hipótesis de que John Collins el indio Sapony, registrado por ser expulsado de Condado de Orange, Virginia sobre enero de 1743, podría ser el mismo hombre que el ancestro melungeon John Collins, clasificado como "mulato" en 1755 en los registros de Carolina Norte. Pero Everett ha revisado esta teoría después de haber descubierto pruebas de que estos eran dos hombres diferentes llamados John Collins. Solo el último hombre, identificado como mulato en el registro de 1755 en Carolina del Norte, tiene cualquier conexión probada con los Melungeons.
Otra fuente sugerida con frecuencia de ascendencia melungeon son los Powhatan, un grupo de tribus que habitaban Virginia Oriental cuando llegaron los ingleses. Durante los siglos XIX y XX, la especulación sobre los orígenes de los melungeon continuó, produciendo cuentos de marineros náufragos, colonos perdidos, tesoros de plata, y pueblos antiguos como los Cartagineses. Con cada autor, se agregaron más elementos a la mitología que rodea a este grupo y más pueblos fueron añadidos a la lista de posibles ancestros melungeon. El más influyente de estos primeros autores fue probablemente Will Allen Dromgoole, que escribió varios artículos sobre los melungeons en la década de 1890.
Sugerencias más recientes por investigadores aficionados en cuanto a la identidad étnica de los melungeons incluyen a los Turcos y los judíos sefardíes (Ibéricos). Estos investigadores postulan que los melungeons son descendientes de los judíos sefardíes que huían de la Inquisición. De su investigación, David Beers Quinn y Ivor Noel Hume creen que tal vez no todos los turcos rescatados por Francis Drake en el saqueo de Cartagena fueron repatriados a su país natal: "Si cualquiera de ellos llegaron a tierra sobre los Bancos Externos y fueron abandonados allí cuando Drake navegó tan lejos que no podemos decir". Este punto de vista no es compatible con la de los historiadores académicos.
Un lector casual de fuentes en Internet de este grupo podría quedar con la impresión de que existe en las colinas del este de Tennessee un enclave de personas, probablemente de origen mediterráneo o del Medio Oriente, que han estado en la zona desde antes de la llegada de los primeros colonos blancos. Estas ficciones románticos no encuentran ningún apoyo entre los historiadores académicos y genealogistas. Sin embargo, la historiadora Dr. Virginia E. DeMarce, expresidente de la Sociedad Genealógica Nacional y autora de varios artículos sobre los melungeons, dijo en una entrevista de 1997: "No es tan misterioso una vez que usted... haga la investigación yendo al grano de una familia a la vez.... básicamente la respuesta a la pregunta de donde se hicieron misteriosos los melungeons de Tennessee proceden de estas tres palabras, que son condado Louisa, Virginia.

## Etimología
Hay muchas hipótesis acerca de la etimología del término "melungeon". Una teoría favorecida por lingüistas y muchos investigadores sobre el tema y es encontrada en varios diccionarios, es que el nombre deriva del francés mélange, o mezcla. Como había inmigrantes hugonotes franceses en Virginia en el siglo XVIII, su idioma podría haber contribuido al término. Otra teoría remonta la palabra a malungu (o malungo'), una palabra Luso-africana de Angola que quiere decir "compañero", de la palabra Kimbundu ma'luno, "compañero" o "amigo".
Kennedy (1994) especula que puede derivar de la palabra turca melun can (del árabe "mal'un jinn" ملعون جنّ), que supuestamente significa "alma maldita", pero la palabra turca "puede" significar "alma", que es de origen persa en lugar de árabe; aquí aparentemente se ha confundido con la palabra árabe "jinn", más conocida como genio. Se ha sugerido que hasta el momento, este término (alma condenada) era utilizado por los turcos para designar a los musulmanes, que habían sido capturados y esclavizados a bordo de galeones españoles.[cita requerida]
Algunos escritores parecen estar intentando conectar el término "melungeon" con el origen étnico de las personas designadas por ese término, pero carece de fundamento para esta hipótesis. Parece que el nombre surgió como algo que otros, de cualquier origen llamaron a estas personas multirraciales.
El primer escrito conocido del uso de la palabra "melungeon" fue en el condado de Scott, Virginia en 1813, en el registro de la Iglesia Stony Creek Primitive Baptist Church:
"Entonces se acercó la hermana Kitchen y se quejó en la Iglesia contra de Susanna Stallard por decir ellas tenían melungins. La hermana Sook dijo que fue herida por ella al creerle a su hijo y no creerle a ella, y no habla con ella para obtener satisfacción, y que ambas eran un "plato de cerdo", una con la otra. La hermana Sook se establece y la Iglesia la perdona".
Algunos estudiosos creen que una derivación más probable para "melungeon" puede ser de la palabra inglesa ahora obsoleta malengin (también llamada "mal engine") significaba "engaño" o "intención enferma" y se utilizó como el nombre de una figura de estafador por Edmund Spenser en su poema épico The Faerie Queene. Por lo tanto, la frase "ellas tenían melungins" sería equivalente a "alguien tenía mala voluntad", o podría significar "tenían maldad", sin hacer referencia al origen étnico.
En 1840, "melungeon" era utilizado al parecer como un peyorativo racial, al menos en Tennessee, cuando el periódico polémico Jonesborough Whig, publicó un artículo titulado: "¡Negro Hablando!". El artículo se refirió a un político rival de manera despectiva, primero como: "un insolente malungeon de la ciudad de Washington, un sinvergüenza que es mitad negro y mitad indio," o sea un "negroe libre".[cita requerida]
Desde el condado de Washington al límite con Hawkins, el término "melungeon" presumiblemente ya fue asociado en ese momento al noreste de Tennessee. No está claro si la palabra se refiere a un conjunto específico de familias o fue solo una etiqueta genérica de una categoría determinada de afroamericanos. El artículo no proporciona el nombre del político, pero varias personas Hale figuraban en los registros del censo como de raza mixta. Diferentes investigadores han discrepado sobre las familias principales: DeMarce (1992) designó a Hale como un apellido melungeon. Al menos de mediados a finales del siglo XIX, el término melungeon parece ser usado comúnmente para referirse a las familias multirraciales del condado de Hancock y áreas vecinas.
Varios otros usos del término impresos de mediados del siglo XIX a principios del siglo XX han sido recogidos en este sitio web. Como puede verse, la ortografía del término varía un poco de autor a autor, hasta que finalmente la palabra "melungeon" se convirtió en un estándar.

## Identidad moderna
El término "melungeon" fue considerado tradicionalmente un insulto, una etiqueta aplicada a los blancos de los Apalaches que fueron por la apariencia o la reputación de ascendencia o de raza mixta, aunque no eran claramente "negros" o "indios". En el sudoeste de Virginia, el término era aproximadamente sinónimo del término "rampa" que también fue utilizado, aunque este término nunca arrojó su carácter peyorativo.
Sin embargo, gracias a un juego de la década de 1960, "melungeon" comenzó a perder esta connotación negativa. Se convirtió en una designación autoidentificada de identidad étnica. Este cambio en el significado fue probablemente debido al teatro al aire libre del dramaturgo Kermit Hunter Walk Toward the Sunset. Esta obra sobre los melungeons se presentó primero en 1969 en Sneedville, Tennessee, ciudad principal del condado de Hancock. Sin hacer ninguna reclamación a la exactitud histórica, Hunter había retratado los melungeons como indígenas de raza incierta que erróneamente se percibieron como negros por los colonos blancos. Gracias al mayor interés en la historia de los melungeons que provocó este drama, así como la representación de los melungeons de forma positiva, aunque romántica, llevando a muchos individuos a identificarse por primera vez como melungeons. El propósito del drama fue "mejorar el clima socioeconómico" del condado de Hancock y "levantar el nombre de los melungeon 'de la vergüenza para el Salón de la fama'". La aceptación creciente de grupos minoritarios por los estadounidenses a tras los cambios sociales de los años 1960 fue probablemente un factor en este cambio.
El interés en los melungeons ha crecido enormemente desde mediados de la década de 1990 debido a su destaque en un capítulo de The Lost Continent de Bill Bryson y en el libro de N. Brent Kennedy acerca de sus raíces reclamadas de melungeon, The Melungeons: The Resurrection of a Proud People. Además, Internet ha llevado muchas personas a investigar la historia de su familia. Con acceso a numerosos sitios webs dedicados a los "misteriosos" melungeons , un número creciente de personas se ha interesado y quizá debido a ello, el número de personas que alegan tener ascendencia melungeon ha aumentado rápidamente. Los Melungeons recién autoidentificados no tienen conexiones demostrables con las familias que han sido históricamente conocidas por ese término. A menudo los reclamantes nuevos habían sido completamente inconscientes de la expresión o el grupo hasta conocerlo en internet.
Algunas personas comienzan a autoidentificarse como melungeons después de leer sobre el grupo en algún sitio web y descubrir su apellido en una lista creciente de apellidos "asociado a melungeons" o descubrir ciertos rasgos físicos o condiciones supuestamente indicativas de tal ascendencia.[cita requerida] Por ejemplo, los Melungeons son supuestamente identificables por tener incisivos en forma de pala, un dental muy común, pero no limitados a nativos americanos y a los asiáticos del noreste. Una segunda característica atribuida a algunos melungeons es una protuberancia occipital externa ampliada, llamada "bache de anatolia", después de la afirmación sin fundamento de que esta función aparece entre los turcos de Anatolia con una frecuencia más alta que en otras poblaciones. Este último concepto surge de la hipótesis infundada, popularizada por N. Brent Kennedy, de que los melungeons tienen origen turco. "Llegué a creerle por mucho tiempo a los melungeons que dicían ser de origen portugués — e incluso de origen árabe y turco —. Por el 'aspecto mediterráneo' de mi propia familia..."
Otra reclamación que se encuentran a menudo en Internet es que los melungeons son más propensos a ciertas enfermedades, como la sarcoidosis o fiebre mediterránea familiar, aunque ninguna de estas enfermedades se limita a una sola población. Lo de la "enfermedad" también se originó con N. Brent Kennedy, que comenzó su búsqueda de los orígenes melungeon después que fue diagnosticado con sarcoidosis. Reclamaciones de que hay ciertos rasgos físicos y condiciones son más frecuentes entre las familias melungeon no son admitidas aún por cualquier investigación científica.
Las conexiones ancestrales de Kennedy a este grupo son un tema de debate. La historiadora y genealogista Dr. Virginia E. DeMarce revisó su libro de 1994, constatando que la documentación de Kennedy acerca de su ascendencia melungeon presentaba graves deficiencias y no tenía debidamente en cuenta los registros históricos existentes o la práctica genealógica en la investigación. El Kennedy respondió a su crítica en este artículo.

## Las pruebas de ADN
A sugerencia de N. Brent Kennedy, se llevó a cabo un estudio en el ADN de melungeons en el año 2000 por el Dr. Kevin Jones de University of Virginia's College at Wise, utilizando 130 muestras de células de cabello y la mejilla. Estas muestras fueron tomadas de sujetos elegidos por Kennedy como representante de linajes melungeon. McGowan (2003) describió el descubrimiento del Dr. Jones de los aspectos políticos de la investigación genética cuando los resultados del estudio causaron decepción entre algunos observadores. "...Jones llegó a la conclusión de que los melungeons en su mayoría son euroasiáticos, una categoría general que abarca a personas desde Escandinavia a Oriente. Son también un poco negros y un poco de indios americanos". Este estudio hasta la fecha no fue enviado a una revista científica, ni se ha publicado una lista de las personas contribuyentes de las muestras y no está claro en qué medida los sujetos eran descendientes de las familias históricamente designadas o documentadas como melungeons.
Más recientemente, el investigador independiente Jack Goins ha actuado como coordinador del Proyecto ADN Melungeon que comenzó en 2005. Su objetivo es estudiar la ascendencia de líneas para las cuales hay un consenso de que son pertenecientes a los melungeons. Según Jack Goins, los melungeons que tienen los apellidos siguientes se encuentran en el núcleo melungeon grupo 1: Bunch, Collins, Goins, Gibson, menor, Williams, Breedlove, Mullins, Denham, Bowlin(g), Moore, Shumake, Bolton, Perkins, Morning, Menley, Hopkins y Mallet.
Hasta ahora, las pruebas de ADN cromosómico de sujetos masculinos con los apellidos melungeon como Collins, Gibson, Goins, Bunch, Bowlin(g), Denham, Mullins, Hopkins, Perkins, Williams, Minor y Moore, han revelado evidencia de una mayor ascendencia africana subsahariana y europea: haplogrupos R1b, R1a, I1 y E1b1a respectivamente. Este hallazgo es coherente con las conclusiones de la investigación de Paul Heinegg y la Dr. Virginia DeMarce. Una línea de Goins parece que va a ser una variedad de haplogrupo L e Y con raíces en Portugal, España e Italia.
Los números entre los diferentes ADN-Y fueron: R1a(1)=4, R1b1=2, R1b1b=9, R1b1b2=18, R1b1b2a1a=1, R1b1b2a1b=3 R1b1b2a1b5=1, E=2, E1b1a=17, E1b1a8a=2, E1b1b1=1, I1=5, I2b=1, A=2, G=1, J2=1, L=1. Estos son algunos ejemplos de cuando y dónde podría estar en cada gen de: E ADN-Y y sus variantes, R1b ADN-Y y sus variantes, I1 ADN-Y, I2b ADN-Y, A ADN-Y, G ADN-Y , L ADN-Y, R1a(1) ADN-Y y J2 ADN-Y.
En conjunto, estos hallazgos parecen verificar la designación del siglo XIX a los antepasados melungeon como "mulatos", es decir descendientes de los blancos europeos y africanos. La línea con una variedad de haplogrupos con raíces en Portugal, España e Italia es coherente con la investigación del historiador Ira Berlin que mostró que algunas de las primeras generaciones que se esclavizaron o fueron siervos en la colonia de la Bahía de Chesapeake, eran los criollos atlánticos que tenían antepasados paternos españoles o portuguéses y madres africanas. Descendieron de las mujeres africanas y del hombre europeo; éste trabajó en el comercio de esclavos en puertos en África para España y Portugal y tomó esposas de la población indígena.
Las pruebas de haplotipos no son una ciencia exacta. Cambian y se subdividen regularmente.[cita requerida] Las pruebas de haplotipos de ADN tienen un alcance limitado y no se detalla todo origen étnico de los individuos.